# Christian Schultze
Christian Schultze, född 1964 i Lidköping, är svensk körledare och organist.  

## Biografi
Christian Schultze är uppväxt i Åstorp och utbildad vid Malmö musikhögskola. Han har därefter bland annat varit organist i Borås (Gustav Adolfs kyrka), Linköpings domkyrka och Kvistofta pastorat. Sedan 2009 är han organist och körledare i S:t Johannes kyrka i Malmö. Schultze har bland annat varit förbundsdirigent i Regionförbundet Körsång i Skåne (2002-2006) samt mellan 2009 och 2013 förbundsdirigent i  Kyrkosångsförbundet Lunds stift. Under åren 2011-2014 samt 2018-2022 har han undervisat vid Musikhögskolan i Malmö, Lunds universitet. 
Han är anlitad som dirigent, körpedagog, föreläsare (Kören som arbetsplats) och som organist både i Sverige och utomlands. Under åren 2004-2011 ledde han Helsingborgs kammarkör.
Sedan december 2019 är Schultze dirigent (anförare) för Lunds Studentsångare. Han leder även S:t Johannes kammarkör, Johanneskören samt Vegakören. Vid den internationella körtävlingen i Helsingborg 2018 fick han motta tävlingens dirigentpris för "Most astonishing achievement" med Vegakören som dessutom vann sin kategori och fick guldmedalj med högsta poäng. Vegakören tog även guldmedalj vid European Choir Games i Göteborg 2019 och i Norrköping 2023.
Som organist och körledare har Schultze gjort turnéer i såväl Japan, Kina, USA, Colombia, Danmark, England, Finland, Frankrike, Holland, Lettland, Norge, Polen, Slovakien, Tyskland och Österrike.
Schultze är författare till boken Kören som arbetsplats som utkom på Ejeby förlag 2023.

## Diskografi
- Rykten med Christian Schultze orgel, 1997 (db-Production)
- Uti vår hage med Helsingborgs kammarkör, 2008 (Naxos)
- Vinterskymning med Helsingborgs kammarkör, 2009 (Liv-production)
- Keep breathing med Vegakören, 2010 (Liv-production)
- With every heartbeat med Vegakören, 2011 (Liv-production)
- Glumslövs goes Orgel, 2012 (KP-Production)
- Stories med Vegakören, 2013 (Liv-production)
- Sad Singalong Songs,artist: Anouk, Background singing Johanneskören, 2013 (Golddilox Music)
- Big Brave Heart med Vegakören, 2016 (Gula studion)
- Sea fever med Lunds Studentsångare, 2022 (Swedish society/Naxos)
- The Universe med Lunds Studentsångare, 2024